# ارونیک
ارونیک (به لاتین: Ervenik) یک منطقهٔ مسکونی در کرواسی است که در شهرستان شیبنیک-کنین واقع شده‌است. ارونیک ۲۱۲٫۱۹ کیلومتر مربع مساحت و ۱٬۱۰۵ نفر جمعیت دارد.